# Lobocheilos ovalis
Lobocheilos ovalis és una espècie de peix cipriniforme de la família dels ciprínids.

## Morfologia
Els mascles poden assolir els 15,8 cm de longitud total.

## Distribució geogràfica
Es troba a Malàisia (Sarawak i Sabah) i Brunei.